# Правительство Йемена
Правительство Йемена — высший исполнительный орган государственной власти Йемена, во главе с президентом аль-Алими.
В результате гражданской войны, на подконтрольных повстанцам-хуситами территориях, действует непризнанное Правительство Национального Спасения (под руководством Хабтура).

## История
7 апреля 2022 года по итогам межйеменских переговоров Абд-Раббу Мансур Хади объявил о создании Президентского руководящего совета и передаче ему полномочий по управлению государством на переходный период. Он также распорядился, чтобы вице-президент страны Али Мохсен аль-Ахмар покинул свою должность. Руководителем совета был назначен Ришада Мухаммеда аль-Алими. В состав совета вошли ещё 7 человек, в частности, племянник бывшего президента Тарек Салех и глава Южного Переходного Совета Айдарус аз-Зубейди. На совет были возложены полномочия правительства, а также командования вооружёнными силами.

## Состав правительства
Правительство, бежавшее сначала в Саудовскую Аравию, а затем вернувшееся в Йемен, возглавляет Ахмед Авад бин Мубарак. На данный момент оно базируется в Адене.

## Состав непризнанное правительство

### Правительство Национального Спасения
Непризнанное правительство базируется в столице Йемена — Сане.
Председатель Верховного Политического Совета Салех ас-Самад в ночь с 28 на 29 ноября 2016 года издал указ № 56 от 2016 года о формировании Правительства Национального Спасения. В него вошли:
- Абдул Азиз бин Салех Хабтур — премьер-министр.
- Хусейн Абдулла Мкабули — заместитель премьер-министра по экономическим вопросам.
- Акрам Абдулла Аттая — заместитель премьер-министра по внутренним делам.
- Генерал-майор Жалал Али аль-Ровайшан — заместитель премьер-министра по вопросам безопасности.
- Генерал-майор Мохамед Насер аль-Атафи — министр обороны.
- Али бин Али Аль-Кайси — министр местного управления.
- Судья Ахмед Абдулла Акабат — министр юстиции.
- Салех Ахмед Шаабан — министр финансов.
- Талал Абдулкарим Аклан — министр гражданской службы и страхования.
- Генерал-майор Мохаммед Абдулла аль-Кавси — министр внутренних дел.
- Алия Фейсал Абдулатиф аль-Шабаи — министр по правам человека.
- Ясир Ахмед аль-Авади — министр планирования и международного сотрудничества.
- Генерал-майор Закария Яхья аль-Шами — министр транспорта.
- Файках аль-Сайед Баалви — министр социальных дел и занятости.
- Ахмед Мохаммед Хамед — министр информации.
- Яхья Бадр аль-Дин аль-Хуcи — министр образования.
- Хусейн Али Хазеб — министр высшего образования и научных исследований.
- Мохсен Али аль-Накиб — министр технического и профессионального образования.
- Абдурахман Ахмед аль-Мухтара — министр по правовым вопросам.
- Хасан Мухаммед Зайд — министр по делам молодежи и спорта.
- Мохаммад Мохаммад аль-Зубайри — министр рыболовства.
- Хишам Шараф Абдулла — министр иностранных дел.
- Набиль Абдулла аль-Вазаир — министр водных ресурсов и охраны окружающей среды.
- Тияб Мохсен бин Маэли — министр нефти и минеральных ресурсов.
- Лутф Али аль-Джермоузи — министр энергетики и энергетики.
- Судья Шараф Али аль-Кулаиси — министр вакуфов и наставлений.
- Абду Мохаммед Бишр — министр торговли и промышленности.
- Джилайдан Махмуд Джилайдан — министр связи и информационных технологий.
- Гази Ахмед Мохсен — министр сельского хозяйства и ирригации.
- Насер Махфуз Багазкоз — министр туризма.
- Мохаммед Салем бен Хафид — министр общественного здравоохранения и народонаселения.
- Ахмед Салех аль-Гани — государственный министр национального диалога и национального примирения.
- Абдулла Ахмад аль-Кибси — министр культуры.
- Галиб Абдулла Мутлак — министр общественных работ и дорог.
- Мохаммед Саид аль-Машари — министр экспатриантов.
- Али Абдалла Абу Хулайка — государственный министр по делам парламента и Совета Шуры.
- Фарес Мохаммед Манна — государственный министр
- Набих Мохсен Абу Наштан — государственный министр.
- Радия Мохаммад Абдулла — государственный министр.
- Абайд Салем бин Дабия — государственный министр.
- Хамид аль-Авад Миджази — государственный министр.
- Азиза Ахмед аль-Бакир — государственный министр.